# St. Katharina (Lenterode)

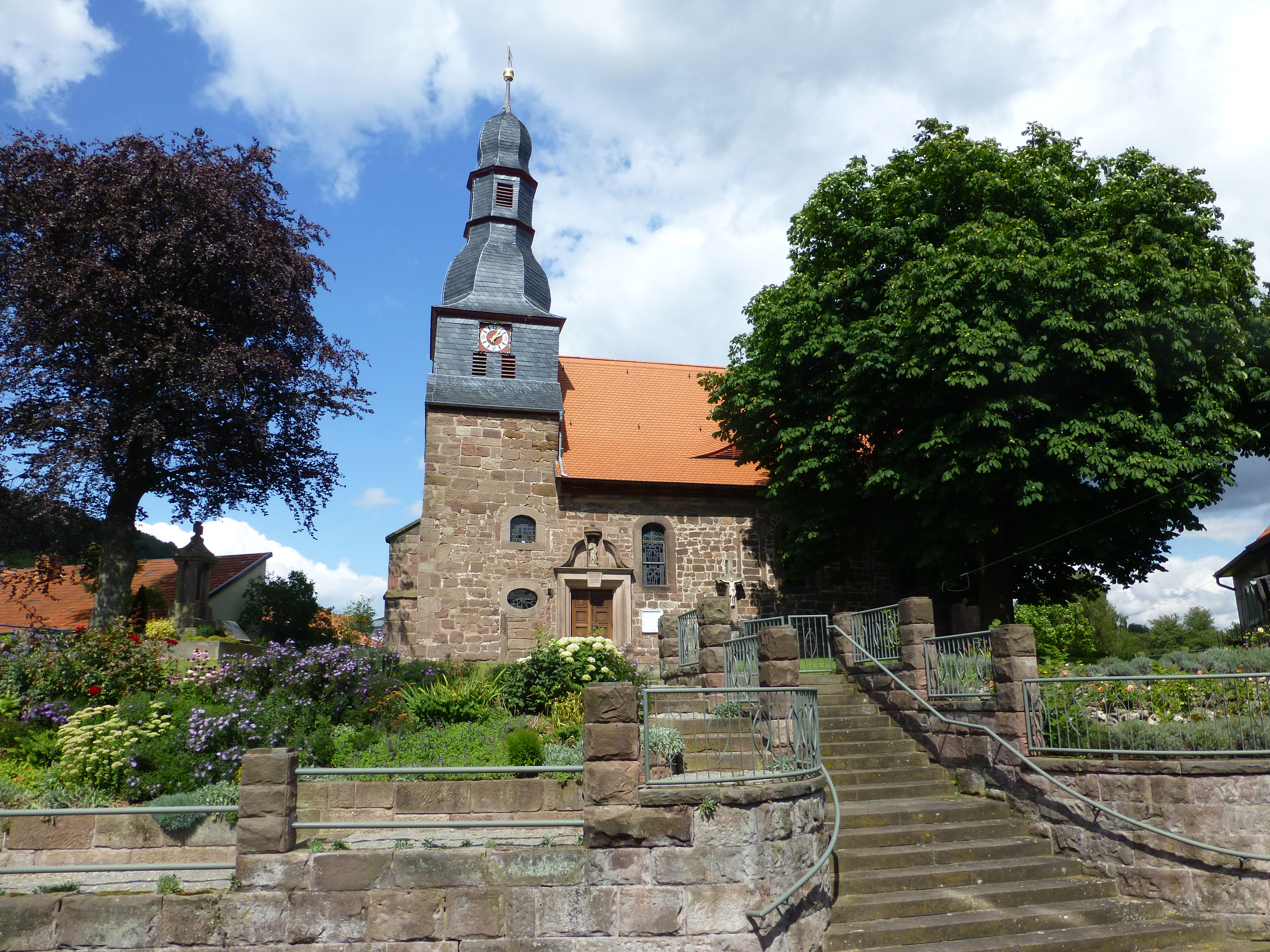
St. Katharina

Die römisch-katholische Filialkirche St. Katharina steht in Lenterode in der Landgemeinde Uder im thüringischen Landkreis Eichsfeld. Sie ist Filialkirche der Pfarrei St. Jakobus der Ältere Uder im Dekanat Heiligenstadt des Bistums Erfurt. Sie trägt das Patrozinium der heiligen Katharina.

## Geschichte
Das Gotteshaus basiert auf einem grundlegenden Neubau aus dem Jahr 1774. Dabei wurden ältere Teile, die mindestens aus dem 13. Jahrhundert stammen, einbezogen. Ein Strebepfeiler am Kirchturm zeigt ein gotisches Sockelgesims.
1991 erfolgte eine Sanierung der Kirche, 2013 der Sakristei.

## Architektur
Die Kirche ist ein schlichtes Gotteshaus mit einfachen Formen und vorgelagertem, im oberen Bereich verschiefertem Westturm, die Fenster weisen einen Korbbogenabschluss auf. An das Kirchenschiff schließt ein Achteckchor an.

## Ausstattung
Ein Taufstein aus dem Jahr 1617, der Barockaltar und das Gestühl zählen zur Ausstattung des breiten und niedrigen Raumes.